# Indians de Montréal
Les Indians de Montréal (en anglais, Montreal Indians) sont une ancienne équipe de football canadien basée à Montréal au Québec (Canada). Ils ont été membres de l'Interprovincial Rugby Football Union (IRFU) lors des saisons 1936 et 1937. Le club, propriété du Montreal Football Club qui détient une franchise dans l'IRFU, succède au Montreal AAA Winged Wheelers et est remplacé par les Cubs de Montréal.

## Histoire
Après une saison 1935 de misère, le Montreal AAA Winged Wheelers, qui existe depuis 1872, est en difficultés financières. Lors d'une assemblée tenue le 4 juin 1936, un nouvel exécutif, mené par John M. Pritchard, prend le contrôle du club. Les nouveaux propriétaires nomment comme entraîneur l'Américain John Ferraro (en), qui sera aussi un des joueurs, et renomment l'équipe Indians. Les couleurs des uniformes sont le rouge et le noir, et les matchs sont joués au stade Percival-Molson.
En avril 1937, Fred Porter remplace John M. Pritchard comme président du club. Après la saison 1937, une grande incertitude règne sur l'avenir du club avec la démission de Porter. Pritchard revient alors comme président mais c'est pour mener à la formation d'un nouveau club appelé les Cubs de Montréal qui remplace les Indians. Cependant la plupart des joueurs des Indians se joignent aux Nationals de Montréal, club opéré par Porter et qui se joint à l'Ontario Rugby Football Union (ORFU).
Lors des deux saisons qu'ils disputent, les Indians obtiennent un bilan identique de deux victoires contre quatre défaites, et ne prennent pas part aux matchs post-saison.

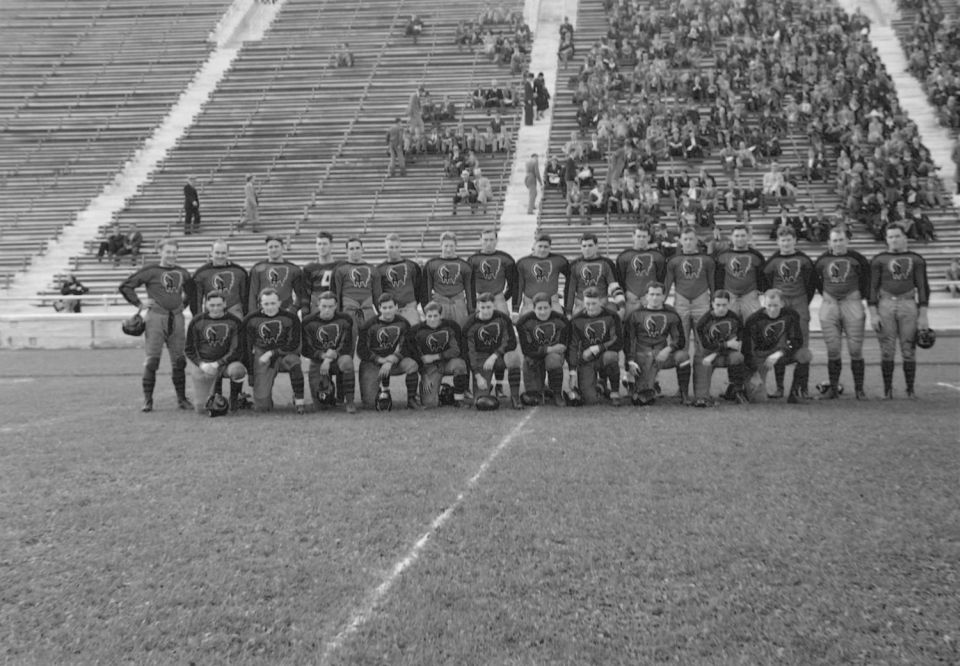
Les Indians en septembre 1936, au stade Percival-Molson

## Joueurs notables

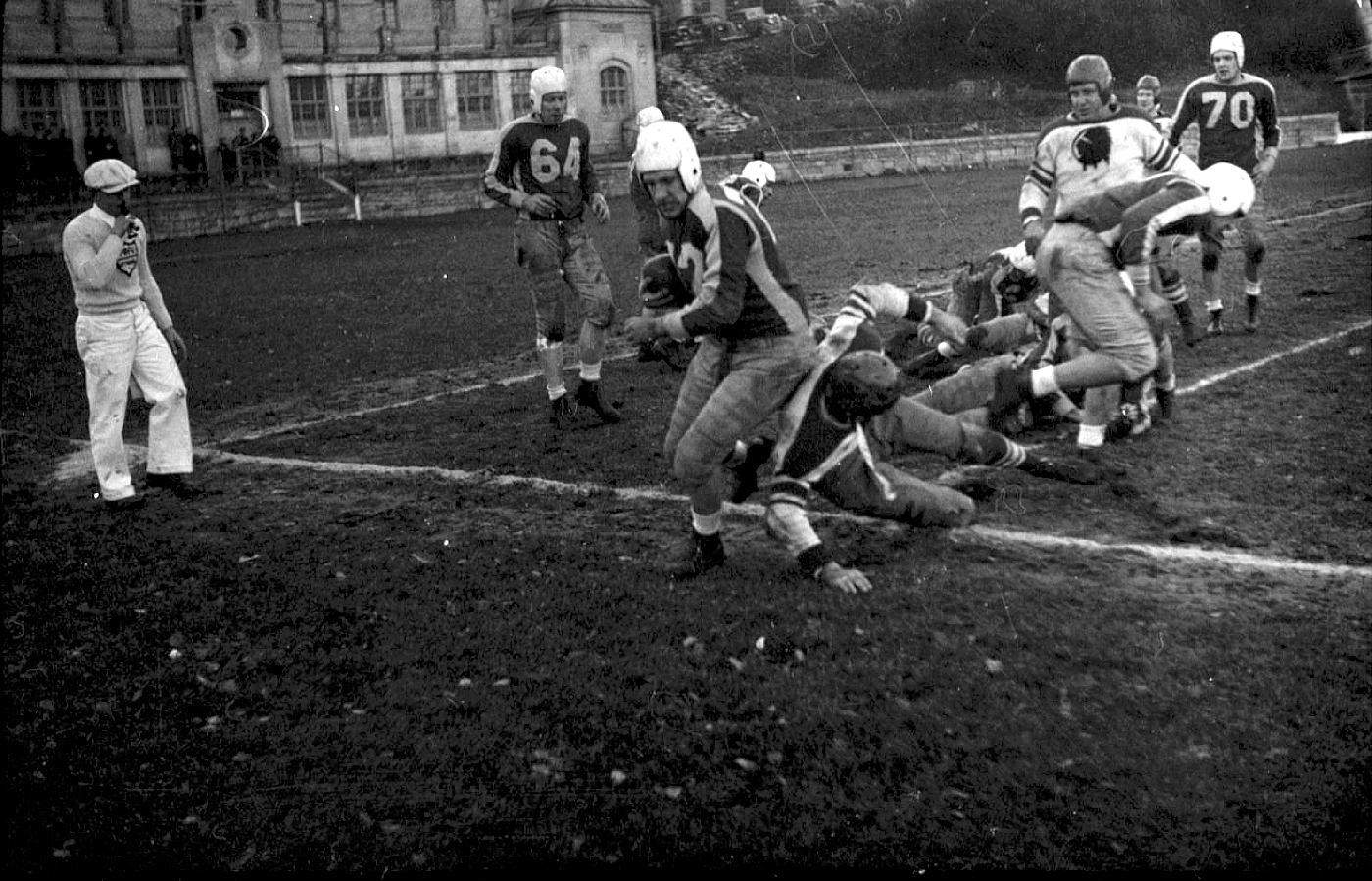
Match entre les Indians et les Argonauts de Toronto le 6 novembre 1937

- Abe Eliowitz (en): équipe d'étoiles de l'IRFU (1936-1937)[10], Temple de la renommée du football canadien, 1969[11]
- Johnny Ferraro (en): équipe d'étoiles de l'IRFU (1937)[12], Temple de la renommée du football canadien, 1966[13]
- Fred Wigle: équipe d'étoiles de l'IRFU (1936)[14]
- George Pigeon: équipe d'étoiles de l'IRFU (1936)[14]
- Pete Jotkus: équipe d'étoiles de l'IRFU (1936)[14]
- Dave Ryan: équipe d'étoiles de l'IRFU (1937)[15]
- Tommy Burns: équipe d'étoiles de l'IRFU (1937)[15]

|                     | Division | M.J. | Vic. | Déf. | Nuls | P.P. | P.C. | Pts | Pos. | Éliminatoires |
| Indians de Montréal |          |      |      |      |      |      |      |     |      |               |
| 1936                | IRFU     | 6    | 2    | 4    | 0    | 45   | 59   | 4   | 4/4  | Non qualifiés |
| 1937                | IRFU     | 6    | 2    | 4    | 0    | 35   | 49   | 4   | 4/4  | Non qualifiés |